# Новофедорівка (Баштанський район)
Новофе́дорівка — село в Україні, у Казанківській селищній громаді Баштанського району Миколаївської області. Населення становить 305 осіб.